# Battgendorf
Battgendorf is een plaats in de Duitse gemeente Kölleda, deelstaat Thüringen, en telt 240 inwoners.